# 韋納多 (加利福尼亞州)
韋納多（英語：Venado）是位於美國加利福尼亞州索諾馬縣的一個非建制地區。該地的面積和人口皆未知。

## 地理
韋納多的座標為38°36′20″N 123°00′29″W / 38.60556°N 123.00806°W，而該地的平均海拔高度為36米（即1102英尺）。